# 宗国明
宗国明（1966年12月—），河南洛阳偃师人，中华人民共和国政治人物。

## 生平
1966年12月，宗国明出生在河南省洛阳地区偃师县（今洛阳市偃师区）。
1995年9月，宗国明到洛阳经济技术开发区（洛阳工业园区）工作，先后出任经济发展局副局长和局长、党工委委员、管委会副主任。
2007年3月，宗国明调任中共孟津县委常委、政法委书记，2009年8月出任孟津县人民政府常务副县长，2012年2月出任中共孟津县委副书记，2015年2月兼任县长。
2018年11月26日，宗国明调任中共新安县委书记，2022年2月兼任洛阳市政协副主席，2023年1月出任洛阳市人大常委会副主任兼任中共新安县委书记。

### 落马
2024年6月4日，宗国明涉嫌严重违纪违法接受河南省纪委监委纪律审查和监察调查。